# Otto Pinkas
Otto Pinkas (2. března 1849 Praha – 12. března 1890 Praha), uváděný i s křestním jménem Ota, byl pražský restauratér, český dramatik a spisovatel, aktivní účastník kulturního a společenského života v Praze.

## Život
Narodil se 2. března 1849 v Praze. Pocházel z bohaté rodiny; jeho otcem byl Jakob Pinkas (1805-1879), zakladatel restaurace U Pinkasů.
Vystudoval nižší gymnázium, potom se věnoval soukromému obchodu. Převzal například rodinnou restauraci, ale již roku 1882 přenechal její vedení manželům Brabcovým a zaměřil se na veřejnou a literární činnost. Jako povolání uváděl „majitel domu a spisovatel“.
Od roku 1880 byl členem správního výboru družstva Národního divadla a zástupcem jeho ředitele Šuberta. Stal se zakládajícím členem Sokola pražského, Svatoboru a Matice školské. Účastnil se činnosti Měšťanské besedy, Hlaholu a Umělecké besedy. Působil jako místní předseda Národní jednoty pošumavské. Byl také členem výboru tiskařského a vydavatelského družstva Politik, členem spolku českých žurnalistů, Jednoty pro vystavění chrámu sv. Víta a dalších sdružení.
Byl ve své době známou osobností. Několik obcí – Letiny, Svárkov, Libákovice a Bzí – ho jmenovalo čestným občanem. Za cestopis Cesta po Španělích (viz Dílo) mu byl udělen španělský rytířský řád Karla III.
V noci na 12. března 1890 zemřel náhle na mrtvici[nepřesný odkaz]. Nekrolog oceňoval jeho aktivní nezištnou činnost ve spolcích, zásluhy o rozvoj Národního divadla i jeho hlubokou znalost divadelního umění a techniky.
V závěti odkázal mimo jiné 200 zlatých Svatoboru a stejnou částku Národní jednotě pošumavské.
Zemřel roku 1890 a byl pohřben na Olšanských hřbitovech.

## Dílo
Proslavil se také jako spisovatel a dramatik. Známé byly jeho komedie Zaměnil datum (1866), Sedlák milostpán (1874), Nerovné manželství (1879) a Fotografie (1888).
Zážitky z cest popsal v ilustrovaném cestopise Cesta po Španělích.